# Winnebago Indijanci
Winnebago (Hochunkara, Ho-Chunk, Hotcangara), pleme američkih Indijanaca porodice Siouan koje je živjelo u vrijeme otkrića živjeli u sadašnjem istočnom Wisconsinu, a danas na rezervatima Wisconsina i Nebraske. 

## Ime
Ime Winnebago dolazi od naziva Sac & Fox Indijanaca winǐpyägohag u značenju  'people of the filthy water ', korijen ovog naziva javlja se i u chippewa jeziku u obliku winǐpig, 'filthy water'. Winnebagi su kroz svoju povijest često nazivani imenima Puants (od Francuza) i u engleskom prijevodu kao Stinkards. Ovaj ružni naziv po svoj prilici oni nisu dobili iz nekih uvredljivih pobuda, nego je vezan uz njihovo glavno zanimanje, ribolov, i miris vezan uz njega! Winnebagi su svojevremeno nazivani imenom Ho-ro-ge, što je moguća iskrivljena varijanta njihovog naziva Hotcangara, što se krivo pogrešno prevodilo kao Fish Eaters, umjesto njenog pravog značenja  "(people of the) big or real speech."  Do zabune je moglo doći i zbog toga što su Winnebagi živjeli poglavito na ribi, o čemu je poznato iz zapisa ranih putnika koji pričaju da se oko njihovih sela osjećao strašan smrad ribe koju su lovili u velikim količinama. Kod Huron Indijanaca za njih nalazimo naziv  Hati'hshi'rû'nû ili Aweatsiwaenhronon "afraid of sticking in the mire." Prema svome lokalitetu u području Green Baya nazivani su i Bay Indians, ime koje su uveli Lapham, Blossom i Dousman (1870).

## Sela
Po imenu je poznato tek nekoliko njihovih sela od kojih su sva osim jednog u Wisconsinu, to su: Butte des Mortes, Prairie la Crose, Red Banks, Sarrochau, Spotted Arm's Village, Tokaunee, Village du Puant (Indiana), Wuckan i Yellow Thunder. 

## Povijest
Winenbagi su bijelcima poznati od 1634. kada ih prvi puta susreće i spominje francuski istraživač iz Normandije, Jean Nicollet (1598 - 1642), koji putuje i istražuje područje uz rijeku St. Lawrence, Ottawu i upoznaje plemena Huron, Algonquin, Nipissing i na kraju Winnebage, da bi se 1642. utopio u Silleryju kod Quebeca.
Porijeklo ovih Indijanaca, govore rani autori, je od nekad velikog Winnebago naroda koji je živio u krajevima sjeverno od Velikih jezera (Edwin James, 338). Svojim putem na jug Ho-ro-ge ili Fish Eaters (ib.) su se odvojili od matice i zaustavili uz jezero, i oni će biti kasnije poznati kao Winnebago. Ostale bande Chiwere Indijanaca idu dalje prema jugu pa se na Mississippiju odvojila druga banda, Pa-ho-ja (Pa-ho-dja) ili kako kaže Edwin James Gray Snow, ovo su Indijanci Prašnjavi Nosovi, kasnije će biti poznati kao Iowa ili Ioway (Aiaouez). Na ušću Missourija odvojila potom se odvojila banda Niutachi ili Ne-o-ta-cha,   'oni što podigoše grad na ušću rijeke'  (those who build a town at the entrance of a river ili "people who live at the mouth of the river" ) i koje ćemo upoznati pod imenom Missouri. Niutachi su svoj grad izgradili na ušću Grand Rivera u Missouri, i tako su prozvani. Otoi se također odvojiše od ostatka nekad moćnog Winnebago naroda i postat će prijatelji zloglasnih Pawnee Indijanaca. Sve ove grupe žive su i danas a njihov jezik nekad je bio jedan. 
Winnebago Indijanci ostali su u kraju uz Green Bay gdje žive u miru sa susjedima Sac, Fox, Menominee i Ottawa Indijancima, i pomalo trguju s njima i Francuzima. Nakon poraza Francuza na strani su Britanaca i bore se protiv kolonista u Sjevernoj Americi i u Ratu 1812, a potajno učestvuju i u ratu Black Hawk-a (1832). Četiri godine kasnije (1836) pogode ih boginje pa ih dosta pomre. Na kraju ih 1839. za vrijeme lovačkog pohoda napadnu Sac & Fox Indijanci, i ubiju 40 Winnebaga. 
Winnebagi su na rezervat u Nebraski smješteni 1865. gdje ih je ranih 1970-tih bilo oko 1,800. Na području Wisconsina, njihove domovine, Winnebagima nikad nije dodijeljen rezervat, a plemesnko središte je u okrugu Jackson, u gradiću Black River Falls. Ovdje su oni najprije poznati kao Wisconsin Winnebago Tribe, a poslije kao Ho-Chunk Nation, odnosno Ho-Chunk Sovereign Nation, a prema popisu 2001 ima ih 6,159.
Na području Nebraske Winnebagi žive u susjedstvu svojih daljnjih rođaka Omaha Indijanaca, plemena iz grupe Dhegiha, a rezervati im zauzimaju cijelo područje okruga Thurston, a 2000. Winnebagi u Nebraski broje 2,588 duša.

## Etnografija
Winnebagi, koji su po svojem porijeklu Siouan Indijanci, kulturno pripadaju Istočno-šumskom području, a napose su slični Algonquian plemenima Sac, Fox, Menominee i drugima. Njihova kultura vezana je uz šumu. Njihova sela su stalna a nastambe wigwami oblika kupole. Slično Irokezima, tri irokeške sestre, duhan, grah i kukuruz, glavne su kulture koje uzgajaju. Društvo je organizirano u egzogamne klanove grupirane u dvije polovice ili fratrije. Ovih klanova ima 12, Morgan kod njih nalazi osam, ali situacija se mijenjala tokom povijesti. Gornja fratrija (Upper ili Air) obuhvaća životinje ili elemente vezane uz zrak ili nebo (za primjer su orao i grom, koje nalazi Morgan). Donja fratrija (Lower ili Earth) u sebi ima klanove povezane sa zemljom, kao što su jelen, medvjed i bizon. Neki klanovi Winnebaga imaju i posebne funkcije, kao što su presude u sporovima ili kazneni postupci. 
Glavne ljetna ceremonija Winnebaga je Medicine Dance (Mankani), koja uključuje i tajne ceremonije za članove ovog tajnog društva. Wagigo, ili Winter Feast odvijao se tijekom zime. -Sistem srodstva je tipa Omaha a prvi ga je identificirao Lewis Henry Morgan. Omaha sistem, jedan od 6 glavnih (ostali su Eskimo, Hawaiian, Iroquois, Crow, Omaha i Sudanese), za razliku od sistema Crow, karakterizira ga patrilinearnost, dok se Egov otac i njegova braća označavaju istim terminom, ovaj obrazac vrijedi i za Egovu majku i njezine sestre.

## Vanjske poveznice
- Winnebago Indian Tribe History
- Winnebago Tribe of Nebraska  Arhivirana inačica izvorne stranice od 2. listopada 2008. (Wayback Machine)
- The Winnebago Tribe  Arhivirana inačica izvorne stranice od 26. rujna 2006. (Wayback Machine)
- Winnebago
- Winnebago History
- Religion of the Winnebago